# Castilia actinotina
Castilia actinotina är en fjärilsart som beskrevs av Johannes Karl Max Röber 1913. Castilia actinotina ingår i släktet Castilia och familjen praktfjärilar. Inga underarter finns listade i Catalogue of Life.